# Pont des Thermes
Le pont des Thermes est un pont de la ville française de Metz, dans le département de la Moselle.

## Histoire
Le pont date de 1516. Il est utilisé comme passerelle pour piétons pour franchir la Moselle.
La statue dite Vierge du Moulin encastrée dans la pile du Pont des Thermes et les deux fragments de sculpture romaine qui l'encadrent sont classés au titre des monuments historiques par arrêté du 9 juillet 1927.